# ベンゼンスルホニルクロリド
ベンゼンスルホニルクロリド (Benzenesulfonyl chloride) は、化学式 C6H5SO2Cl で表される有機化合物である。無色粘稠な油状で、有機溶媒に溶けるが、反応性の N-H, O-H 結合を含むものとは反応する。主に、アミンやアルコールと反応させて、スルホンアミドやスルホン酸エステルの調製に用いられる。密接に関連する化合物であるトルエンスルホニルクロリドは、室温で固体であり、取り扱いが容易であるため、しばしば好んで用いられる。用途としては医薬品や農薬の原料がある。 
ベンゼンスルホニルクロリドは、ベンゼンスルホン酸またはその塩をオキシ塩化リンで塩素化することによって調製される。またはあまり一般的ではないが、ベンゼンとクロロ硫酸との反応によって調製される。
アミンのヒンスベルグテストには、ベンゼンスルホニルクロリドとの反応が含まれる。 